# Піві сірий
Пі́ві сірий (Contopus cinereus) — вид горобцеподібних птахів родини тиранових (Tyrannidae). Мешкає в Мексиці, Центральній і Південній Америці.

## Опис

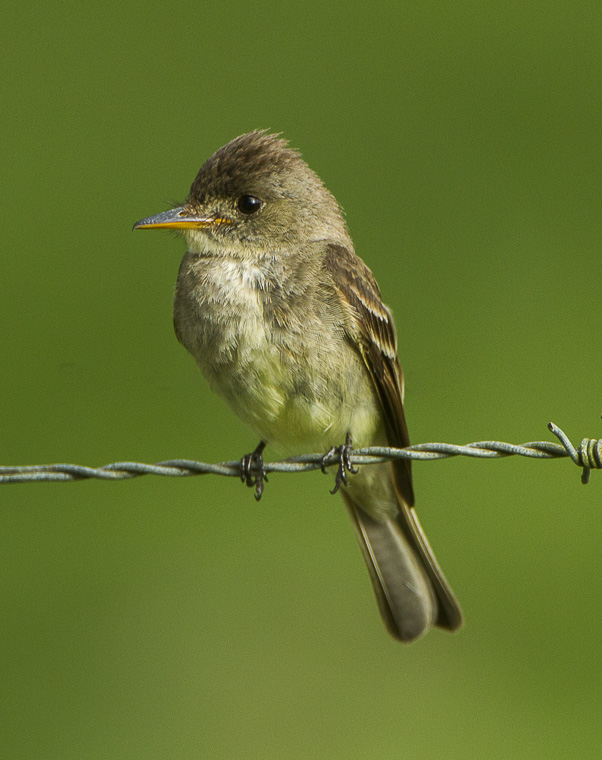
Сірий піві (підвид C. c. brachytarsus, Коста-Рика)

Довжина птаха становить 13-14,5 см, вага 10-15 г. Тім'я темно-оливково-коричневе, верхня частина тіла темно-оливково-сіра. Горло і центральна частина грудей білуваті, живіт жовтуватий, боки і груди сірувато-коричневі. Крила темні з охристими краями і двома білуватими смужками. Дзьоб чорний, знизу біля основи оранжевий, лапи чорні. Виду не притаманний статевий диморфізм.

## Підвиди
Виділяють сім підвидів:
- C. c. brachytarsus (Sclater, PL, 1859) — від південно-східної Мексики (північна Оахака, південь Веракрусу, Юкатан, зокрема на острові Косумель) до Панами;
- C. c. rhizophorus (Dwight & Griscom, 1924) — західна Коста-Рика (Гуанакасте);
- C. c. aithalodes Wetmore, 1957 — острів Коїба (на південь від Панами);
- C. c. bogotensis (Bonaparte, 1850) — північна і східна Колумбія, північна Венесуела, північно-західна Бразилія і острів Тринідад;
- C. c. surinamensis Penard, FP & Penard, AP, 1910 — південно-східна Венесуела (північний захід Болівару), Гвіана і північно-східна Бразилія (від Амапи до острова Маражо);
- C. c. pallescens (Hellmayr, 1927) — східна і центральна Бразилія (від Мараньяну до Пернамбуку і Мату-Гросу-ду-Сул), північно-східний Парагвай, східна Болівія, північно-західна Аргентина (на південь до Тукуману) і крайній південний схід Перу;
- C. c. cinereus (Spix, 1825) — південно-східний Парагвай, південно-східна Бразилія (від південно-східної Баїї до Санта-Катарини) і північно-східна Аргентина (Місьйонес).

Тумбезький піві раніше вважався підвидом сірого піві, однак був визнаний окремим видом. Деякі дослідники також виділяють перші п'ять з наведених вище підвидів у окремий вид Contopus bogotensis.

## Поширення і екологія
Сірі піві мешкають в Мексиці, Гватемалі, Белізі, Сальвадорі, Гондурасі, Нікарагуа, Коста-Риці, Панамі, Колумбії, Венесуелі, Гаяні, Суринамі, Французькій Гвіані, Бразилії, Болівії, Перу, Аргентині, Парагваї та на Тринідаді і Тобаго. Вони живуть на узліссях вологих і сухих тропічних лісів, на галявинах, в рідколіссях і на плантаціях. Зустрічаються переважно на висоті до 1500 м над рівнем моря. Часто приєднуються до змішаних зграй птахів. Живляться комахами, яких ловлять в польоті. Гніздо чашоподібне, зроблене з моху і лишайників. скріплених павутинням, розміщується на дереві, в розвилці між гілками, на висоті від 2 до 18 м над рівнем моря. В кладці 2-3 білуватих яйця, поцяткованих коричневими і пурпуровими плямками. Інкубаційний період триває 15-16 днів.